# Красный Дворец (Брянская область)
Красный Дворец — опустевшая деревня в Клетнянском районе Брянской области в составе Клетнянского городского поселения.

## География
Находится в северо-западной части Брянской области на расстоянии приблизительно 11 км на юго-запад по прямой от районного центра поселка Клетня.

## История
Возникла в 1930-х годах. На карте 1941 года была отмечена.

## Население
Численность населения: 6 человек (русские 100 %) в 2002 году, 0 в 2010.